# План операции «Аманулла»
План операции «Аманулла» — план военной операции нацистской Германии, разработанный генеральным штабом вермахта по захвату Афганистана и создания плацдарма для наступления и овладения Британской Индией. Автором операции «Аманулла» был В. Хентиг. План не был реализован по причине разгрома германских войск под Сталинградом, Курском и на Кавказе.
Реализация плана операции предусматривала восстановление на афганском престоле сверженного короля Амануллу-хана. Главной же задачей операции «Аманулла» являлось формирование базы (плацдарма) для проведения военных операций вермахта в Индии, с тем чтобы парализовать там британские вооружённые силы. Достижение этой цели планировалось поднятием и поддержанием восстания пуштунов в Вазиристане.
Однако поражения вермахта в битве под Сталинградом, на Курской дуге и Кавказе сделали невозможной реализацию плана операции «Аманулла» нацистской Германией.

## Предшествующие события
Одной из главных задач Второй мировой войны для нацистской Германии была победа над Англией. Учитывая, что наиболее ценным колониальным активом Британской империи была Индия, по мнению видного германского историка Хилльгрубер, угроза её завоевании вынудила бы Лондон к решению стратегических задач. Завоевание Британской Индии сулило владение огромными людскими и природными ресурсами. Решить эту задачу Германия планировала, организовав всепуштунское восстание племён. В Берлине были убеждены, что при использовании крупной суммы денег и взаимодействия с определёнными кругами в Афганистане, восстание пуштунских племён вполне достижимо.

## Разработка плана «Аманулла»
Нацистская Германия видела стратегическую цель во владении Индией. 17 февраля 1941 года, начальник генерального штаба Вермахта Франц Гальдер поручил приступить к планированию операции по захвату Индии. В то же время Адольф Гитлер приказал начать подготовку военной операции по захвату Афганистана. К апрелю 1941 года в Берлине завершили предварительную разработку плана операции под кодовым названием «Аманулла».
В докладе Гитлеру, Генеральный штаб Вермахта сообщил о необходимости отвлечения для этой цели: 17 дивизий, в составе: шесть горнострелковых, четыре пехотных, четыре моторизованных, а также три подвижных соединения вермахта.
По утверждению германского историка Андреаса Хильгрубера, специалиста по военной, политической и дипломатической истории Германии 1871—1945 годов, в ходе успешного развития плана Барбаросса, к осени 1941 года планировалось начать формирование базы для начала операции в Афганистане. Её территория должна была послужить плацдармом для нападения на Индию, чтобы нанести ущерб стратегическим интересам Англии.
Расчёт германского командования строился на том, что с подходом её войск к английским владениям в Индии это спровоцирует вспышку пуштунских восстаний в зоне племён. Для решения данных задач на территории Греции было сформировано ударное спецподразделение вермахта — «Соединение Ф», адаптированное к региону с жарким климатом.

### Силы и средства
К вышеупомянутым 17-ти дивизиям планировалось присоединение «туркестанской дивизии», скомплектованной из членов басмаческих формирований Средней Азии, базирующихся в северном Афганистане. К работе в подразделениях по идейной устойчивости, готовились «войсковые муллы». По плану операции 4000 (четырём тысячам) десантникам предстояло захватить столицу Кабул и сместить от власти короля Захир-шаха, заменив на Амануллу-хана, бывшего Эмира Афганистана, находящегося в эмиграции в Риме.

## Подготовка плацдарма для операции «Аманулла»
В конце 1930-х годов в Абвере было принято решение развить в Афганистане широкую агентурную сеть.

«Мародёры» (Абвер) — кодовое название обширной агентурной сети германской разведки Абвер в Афганистане в период Великой Отечественной войны (1941—1945). Термин «мародёры» использовался в переписке советской внешней разведки. «Сеть» вела разведывательную и диверсионную деятельность в интересах Абвера и разведок стран «Оси» против Союзных держав на территории нейтрального Афганистана в годы Второй мировой войны.
Деятельности «мародёров» противодействовала советская резидентура в Кабуле под руководством Михаила Аллахвердова — на отдельных этапах, объединявшая свои усилия с английской разведкой в Афганистане и Индии.
Большое значение Абвер уделял построению работы агентуры, в особенности агентов влияния, в верхнем афганском истеблишменте, а также в среде курбаши среднеазиатского басмачества, базирующихся в северном Афганистане. Абвер создал в Афганистане большую по численности разветвленную агентурную сеть, куда входило в том числе и главное военное начальство Афганистана: военный министр Шах Махмуд-хан, начальник генерального штаба Мустафа-хан, командир центрального армейского корпуса Дауд-хан, командир кавалерийской бригады Султан Ахмед-хан, начальник управления военной разведки Мухаммед Анвар-хан, другие военачальники и целый ряд членов афганского правительства, придворные королевского двора Захир-шаха.
Численность германских специалистов работающих в Афганистане, по сравнению с представителями других европейских стран, перед началом Великой Отечественной войны, была самой высокой — свыше 300 человек. В подавляющем числе афганских министерств работали германские советники, в афганской армии служили военные инструкторы Вермахта, в афганской полиции, были германские полицейские советники. Подписанием с Афганистаном торгового соглашения в 1939 году, за Германией было закреплено монопольное право на формирование списков специалистов для направление на объекты промышленности и строительства. В 1938 году афганскому Правительству, нацистская Германия предоставили беспроцентный кредит на закупку у неё вооружения и боеприпасов.
С помощью «мародёров» Абвер решил создать в Афганистане агентурно-диверсионную организацию для использования басмаческих формирований против СССР.

Унион — Фаал (Абвер) — антисоветская диверсионная организация. «Унион» (1941—1942), она же «Фаал» (1942—1943), была создана абвером в начале 1941 года в Афганистане с целью сбора разведывательных данных и координации боевой деятельности басмаческих формирований для нападения на территорию Среднеазиатских республик СССР.
Накануне наступления вермахта на Сталинград и Кавказ руководитель резидентуры Абвера в Кабуле Дитрих Витцель получил из Берлина приказ создать в Среднеазиатских республиках СССР разветвлённую агентурно-диверсионную сеть. В 1942 году резидент Абвера Д. Витцель планировал развитие широкой агентурной сети в южной части Туркменской ССР, Таджикской ССР и Узбекской ССР. Большое значение Абвер уделял формированию в Туркменской ССР организованного подполья, выполняющего установки Абвера.
План «Униона» предусматривал к весне 1943 года, когда откроются горные проходы в Северном Афганистане, сформировать и вооружить до 20-30 тысяч басмачей, для захвата Бухары. Германия взяла на себя обязательства предоставить «Фаал» поддержку не только финансовыми средствами, но и оружием. Доставку вооружения должны были обеспечить немецкие самолёты люфтваффе. В планы Абвера входила высадка в Среднеазиатских советских республиках, в первую очередь в Туркменской ССР, диверсионных групп, укомплектованных солдатами и офицерами «Туркестанского легиона». В Польше, близ города Вроцлав была создана секретная тренировочная база под названием «Лесной лагерь СС-20», или «Главный лагерь Туркестан» на ней велась подготовка диверсантов.